# Dwergmiereneter
De dwergmiereneter (Cyclopes didactylus) of wespeneter is een soort uit de familie van de dwergmiereneters (Cyclopedidae). De wetenschappelijke naam van de soort werd in 1758 als Myrmecophaga didactyla gepubliceerd door Carl Linnaeus. Deze soort werd lange tijd als de enige soort in zijn familie gerekend, totdat uit onderzoek in 2017 bleek dat de diversiteit van de dwergmiereneters zwaar was onderschat en dat er zeven soorten in het geslacht Cyclopes bestaan.

## Kenmerken
De vacht is lang, dicht, fijnharig en bruingeel van kleur over het gehele lijf. Kenmerkend is een donkere streep op zowel de rug als de buik. Cyclopes xinguensis heeft vergelijkbare strepen op rug en buik, maar die zijn een stuk valer. De vacht op de ledematen is grijsachtig van kleur. Het heeft een grijpstaart en sterke klauwen aan zijn voorpoten. De lichaamslengte bedraagt 16 tot 21 cm, de staartlengte 16 tot 23 cm en het gewicht 1,5 tot 2,75 kg.

## Leefwijze
Dit solitaire dier is ’s nachts actief. Het leeft in bomen en klampt zich stevig aan de takken vast met zijn haakvormige klauwen en grijpstaart, die onder de top onbehaard is. Het dier breekt nesten van boommieren open en haalt er de mieren met zijn lange, speekselrijke tong uit.

## Verspreiding
Deze soort komt voor in de tropische wouden van het noorden van Zuid-Amerika van Oost-Colombia, oostelijk en zuidelijk Venezuela, Trinidad, Guyana, Suriname, Frans-Guyana, en noordelijk en noordoostelijk Brazilië.